# Giselle (rapera)
Eri Uchinaga (内永 枝利 Uchinaga Eri?, Gangnam-gu, Seúl, 30 de octubre de 2000), más conocida como Giselle, es una cantante y rapera japonesa de origen surcoreano. Es integrante del grupo femenino surcoreano Aespa.

## Biografía y carrera

### 2000-presente: Primeros años e inicios en su carrera musical
Giselle nació en Gangnam-gu, Seúl, Corea del Sur, el 30 de octubre de 2000, fruto de la unión entre un padre japonés y una madre surcoreana. Aunque nació en Corea del Sur, su crianza se desarrolló en Japón. Durante su tiempo en la Escuela Internacional de Tokio, perfeccionó su dominio del inglés y formó parte del coro escolar.
Giselle tuvo el entrenamiento más breve registrado para una aprendiz femenina en la historia de SM Entertainment, con apenas un poco más de diez meses de preparación. El 29 de octubre de 2020, se reveló como la cuarta y última integrante de Aespa, presentándola como «la novata con buenas habilidades de rap» a través de las redes sociales oficiales de SM. Hizo su debut el 17 de noviembre de 2020 con el sencillo digital «Black Mamba».
El 18 de diciembre de 2021, participó junto a Taeyong, Jeno, Hendery y Yangyang de NCT en la canción «Zoo», parte del álbum 2021 Winter SM Town: SMCU Express, donde también contribuyó como letrista. La canción se ubicó en el puesto n.º38 en el NZ Top 40 Singles Chart y alcanzó la posición n.º15 en la RIAS Regional Single Charts.

## Imagen pública e influencia
En el ranking mensual de la Korean Business Research Institute sobre el poder de marca de integrantes de grupos femeninos, Giselle se ubicó en quinto lugar en las ediciones de junio y octubre, y en el duodécimo puesto en la edición de julio de 2021. En la clasificación mensual «Brand Power Ranking for Individual Girl Group Members» del Korean Business Research Institute, Giselle se ubicó en el primer puesto en las ediciones de junio y julio de 2021, y en el cuarto lugar en la edición de octubre del mismo año.
El 1 de marzo de 2024, fue nombrada embajadora de la marca para la casa de moda de lujo española Loewe. Su primera aparición como tal se realizó durante la presentación de la «Colección Otoño 2024 Ready-to-Wear» de la marca en París.

### Filantropía
El 3 de junio de 2022, Giselle realizó una donación anónima de 10 millones de wones a un refugio de animales abandonados. Enfatizó la importancia del problema a los responsables de la organización, destacando que era el momento ideal para realizar una donación significativa.

### Controversias
El 23 de octubre de 2021, circuló un vídeo de Giselle pronunciando un insulto racial en internet, lo que desencadenó una reacción negativa del público. Posteriormente, el 25 de octubre, Giselle se disculpó a través de la cuenta oficial de Twitter de Aespa. Explicó que «se dejó llevar al sonar una de sus canciones favoritas y que no tuvo la intención de hacerlo a propósito». En un segundo tuit, agregó que «continuará aprendiendo y siendo más consciente de sus acciones en el futuro».

## Discografía

### Canciones
| Título                                                                            | Año            | Mejor posición | Mejor posición | Mejor posición | Ventas         | Álbum                             |
| Título                                                                            | Año            | COR            | NZ             | SIN            | Ventas         | Álbum                             |
| Colaboraciones                                                                    | Colaboraciones | Colaboraciones | Colaboraciones | Colaboraciones | Colaboraciones | Colaboraciones                    |
| --------------------------------------------------------------------------------- | -------------- | -------------- | -------------- | -------------- | -------------- | --------------------------------- |
| «Zoo» (con Taeyong, Jeno, Hendery y Yangyang)                                     | 2021           | —              | 38             | 15             | N/A            | 2021 Winter SM Town: SMCU Express |
| «Jet» (con Eunhyuk, Hyo, Taeyong, Jaemin, Sungchan y Winter)                      | 2022           | —              | —              | —              | N/A            | 2022 Winter SM Town: SMCU Palace  |
| Como artista invitada                                                             |                |                |                |                |                |                                   |
| «Lips» (Bol4 featuring Giselle)                                                   | 2024           | 102            | —              | —              | N/A            | Sin álbum                         |
| «–» indica que el lanzamiento no fue lanzado o no se posicionó en ese territorio. |                |                |                |                |                |                                   |

### Composiciones
| Canción | Año  | Álbum                            | Artista | Letras     | Letras                           | Música     | Música |
| Canción | Año  | Álbum                            | Artista | Acreditada | Con                              | Acreditada | Con    |
| ------- | ---- | -------------------------------- | ------- | ---------- | -------------------------------- | ---------- | ------ |
| «Zoo»   | 2021 | 2021 Winter SM Town: SMCU Palace | —       | Yes        | Taeyong, Jeno, Hendery, Yangyang | No         | —      |

Notas1. 

## Premios y nominaciones
| Año             | Premio                                               | Categoría                                | Trabajo nominado | Resultado       |                 |
| Reconocimientos | Reconocimientos                                      | Reconocimientos                          | Reconocimientos  | Reconocimientos | Reconocimientos |
| --------------- | ---------------------------------------------------- | ---------------------------------------- | ---------------- | --------------- | --------------- |
| 2021            | TC Candler: The 32th Annual Independent Critics List | World's 100 Most Beautiful Faces of 2021 | Ella misma       | Nominada        |                 |
| 2022            | TC Candler: The 33th Annual Independent Critics List | World's 100 Most Beautiful Faces of 2022 | Ella misma       | Nominada        |                 |